# کارخانه نیشکر

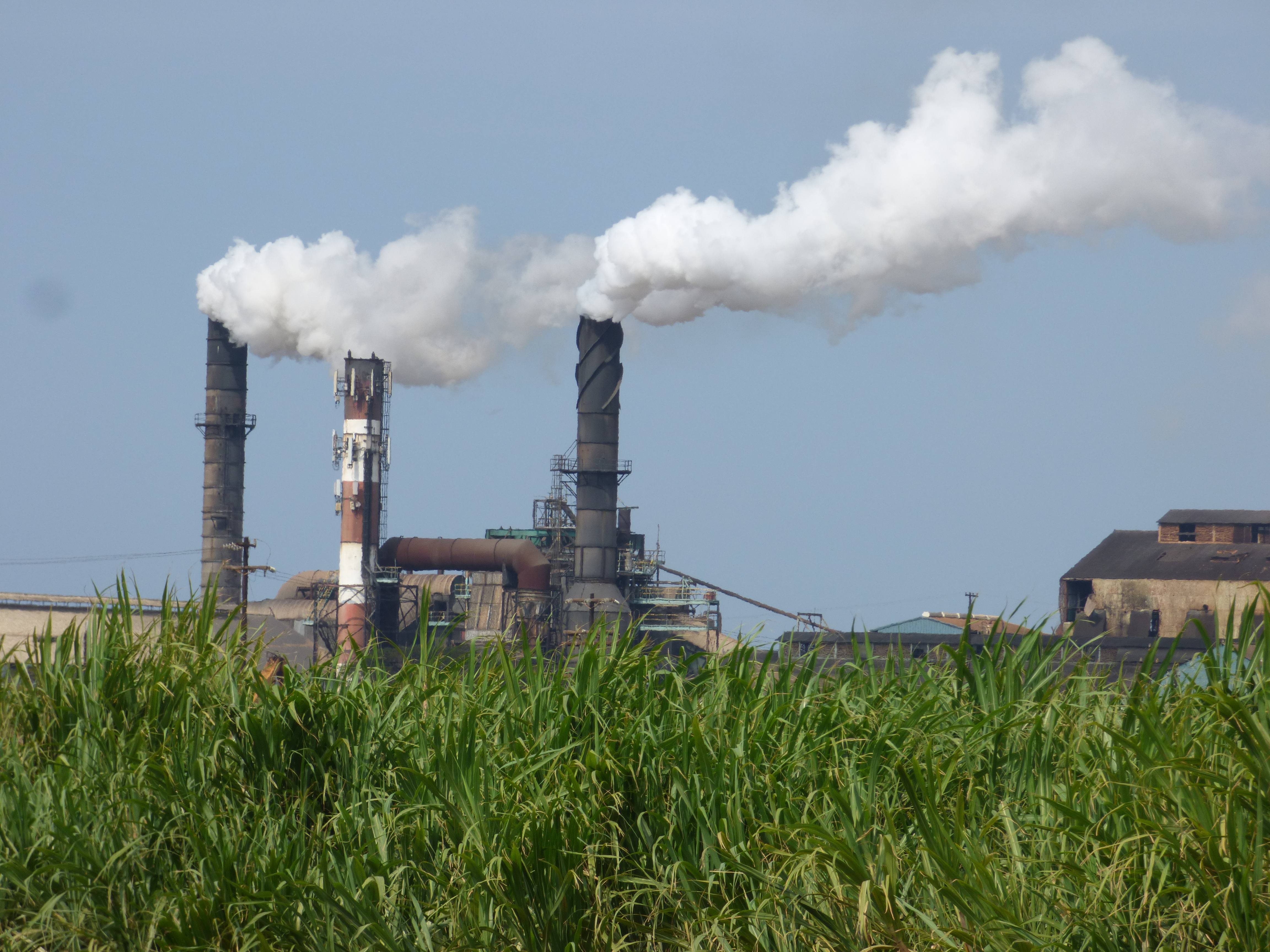
یک کارخانهٔ نیشکر در ایالت هاوایی آمریکا

کارخانهٔ نیشکر کارخانه‌ای است که در آن نیشکر برداشت‌شده از زمین کشاورزی را برای تولید شکر خام (قهوه‌ای) یا شکر سفید فراوری می‌کنند. همچنین این اصطلاح می‌تواند به معنی بخشی از یک کارخانهٔ نیشکر باشد که از نیشکر عصاره تهیه می‌کند.
کارخانه‌های نیشکر نخست در دوران اسلامی در سده‌های نهم و دهم میلادی، در محدودهٔ ایران، افغانستان و پاکستان امروزی ایجاد شدند که با استفاده از نیروی آسیاب بادی یا آبی کار می‌کردند.

## فرایند
مراحلی در فرایند تبدیل نیشکر به شکر خام (شکر قهوه‌ای) وجود دارد:
1. دریافت و تخلیه نیشکر
2. آماده‌سازی نیشکر (برش و پاره‌کردن نیشکرها برای آماده‌کردن آن‌ها برای گرفتن عصاره یا شربت)
3. استخراج عصاره (دو فناوری در این‌مورد رایج است: آسیاب و انتشار)
4. شفاف‌سازی عصاره (حذف مواد جامد موجود در مایع عصاره، به‌ویژه گل‌ولای، الیاف و موم)
5. تبخیر عصاره برای تغلیظ آن به یک شهد غلیظ در حدود ۶۵ درجهٔ بریکس
6. شفاف‌سازی شهد (حذف مواد جامد موجود در شهد، به‌ویژه ذرات کلوئیدی گل‌ولای)
7. تبلور
8. سانتریفیوژ کردن (جداسازی بلورهای شکر از مایع مادری، که توسط ماشین‌های گریز از مرکز انجام می‌گیرد)
9. خشک‌کردن شکر
10. بسته‌بندی و تحویل‌دهی

مراحل بالا شکر خام و قهوه‌ای را تولید می‌کند. در کارخانه‌های نیشکری که شکر سفید تولید می‌کنند بین مراحل شفاف‌سازی عصاره و تبخیر از فرایندهای پالایشی ازبین‌برنده رنگ (گاهی سولفیتاسیون) بهره جسته می‌شود. پالایش می‌تواند در یک کارخانهٔ کاملاً جدا با نام پالایشگاه شکر انجام شود.

### استخراج عصاره
دو فرایند برای استخراج عصاره (شربت) از نیشکر وجود دارد:
- آسیاب
- انتشار

### آسیاب
استخراج عصاره از طریق آسیاب، فرایند فشردن نیشکر در یک آسیاب است که با استفاده از فشار بالا بین غلتک‌های سنگین آهنی انجام می‌شود. این آسیاب‌ها می‌توانند از ۳ تا ۶ غلتک داشته باشند. برای بهبود بهره‌وری استخراج عصاره، آب آشامیدنی به هر آسیاب اضافه می‌شود. آب داغ پیش از اینکه نیشکرها به آسیاب پایانی وارد شوند برروی آنان ریخته می‌شود سپس به نخستین آسیاب بازمی‌گردد. عصاره به‌دست آمده از این نیشکرها غلظت ساکارز پایینی دارد بنابراین به آسیاب‌های پیشین پمپاژ می‌شود و اندکی پیش از آن‌که نیشکرها دوباره وارد غلتک‌ها شوند برروی آنان ریخته می‌شود، عصاره به‌دست آمده از این نیز دوباره به سلسله آسیاب‌های پیشین پمپاژ می‌شود. عصاره مخلوط شده (عصارهٔ مخلوط‌شده با آب واردشده در آسیاب پایانی) از آسیاب یک و دو خارج‌شده و برای فرآوری بیشتر به فرایندهای دیگری فرستاده می‌شود. سلسله‌های آسیاب معمولاً ۴، ۵، یا ۶ آسیاب در هر تاندِم (مجموعهٔ سامانه استخراج عصاره) دارند. برای بهبود کارایی استخراج آسیابی، پیش از رسیدن نیشکرها به آسیاب نخست، معمولاً از آماده‌سازی با دستگاه‌های برش و خردکن استفاده می‌شود.

### انتشار
انتشار عصارهٔ نیشکر، فرایند استخراج ساکارز از نیشکر به‌وسیلهٔ کشیدن (جذب و اشباع) ساکارز بدون چلاندن و فشردن نیشکرهاست. نیشکرهای پاره و تکه شده به درون دیفیوزر (انتشارگر) آورده می‌شوند. آب داغ درست پیش از پایان تخلیهٔ دیفیوزر، برروی نیشکرهای تکه‌شده ریخته می‌شود. آب داغ به بستر نیشکرها نفوذ کرده و ساکارز را از درون آنان بیرون می‌کشد. این عصارهٔ رقیق سپس در یک محفظه در زیر بستر نیشکر جمع‌آوری شده و به نقطه‌ای اندکی نزدیک به پایان دیفیوزر پمپاژ کرده و به این عصارهٔ رقیق اجازهٔ نفوذکردن به بستر نیشکرها را داده می‌شود. در این نقطه، غلظت ساکارز در نیشکر بیشتر از غلظت ساکارز در عصاره است بنابراین ساکارز از نیشکر به درون عصاره انتشار می‌یابد سپس این عصاره دوباره به دیفیوزر پمپاژ می‌شود تا این چرخه ۱۲ تا ۱۵ بار تکرار شود.

### شفاف‌سازی عصاره
عصاره نیشکر pH در بازهٔ ۴٫۰ تا ۴٫۵ دارد که اندکی اسیدی است. کلسیم هیدروکسید که آب آهک نیز نامیده می‌شود به نیشکر اضافه می‌شود تا pH را به ۷ برساند. آب آهک به فروپاشی ساکارز به فروکتوز و گلوکز کمک می‌کند. اکنون عصارهٔ آهکی شده به دمایی بالاتر از نقطه جوش خود داغ می‌شود. سپس به عصارهٔ داغ آهکی اجازه داده می‌شود تا به نقطهٔ اشباع خود برسد: این فرایند ناخالصی‌ها را رسوب می‌دهد که به‌صورت بلورهای کلسیم کربنات منعقد می‌شوند. عصاره سپس به مخزن شفاف‌سازی وارد شده که ذرات معلق را ته‌نشین می‌کند. سپس عصاره رسوب‌گیری شده به واحد تبخیر فرستاده می‌شود.

### تبخیر عصاره
سپس عصاره در یک تبخیرگر چنداثری تغلیظ می‌شود تا شهدی با ۵۰٪ وزن ساکارز به‌دست آید.

### تبلور و سانتریفیوژ

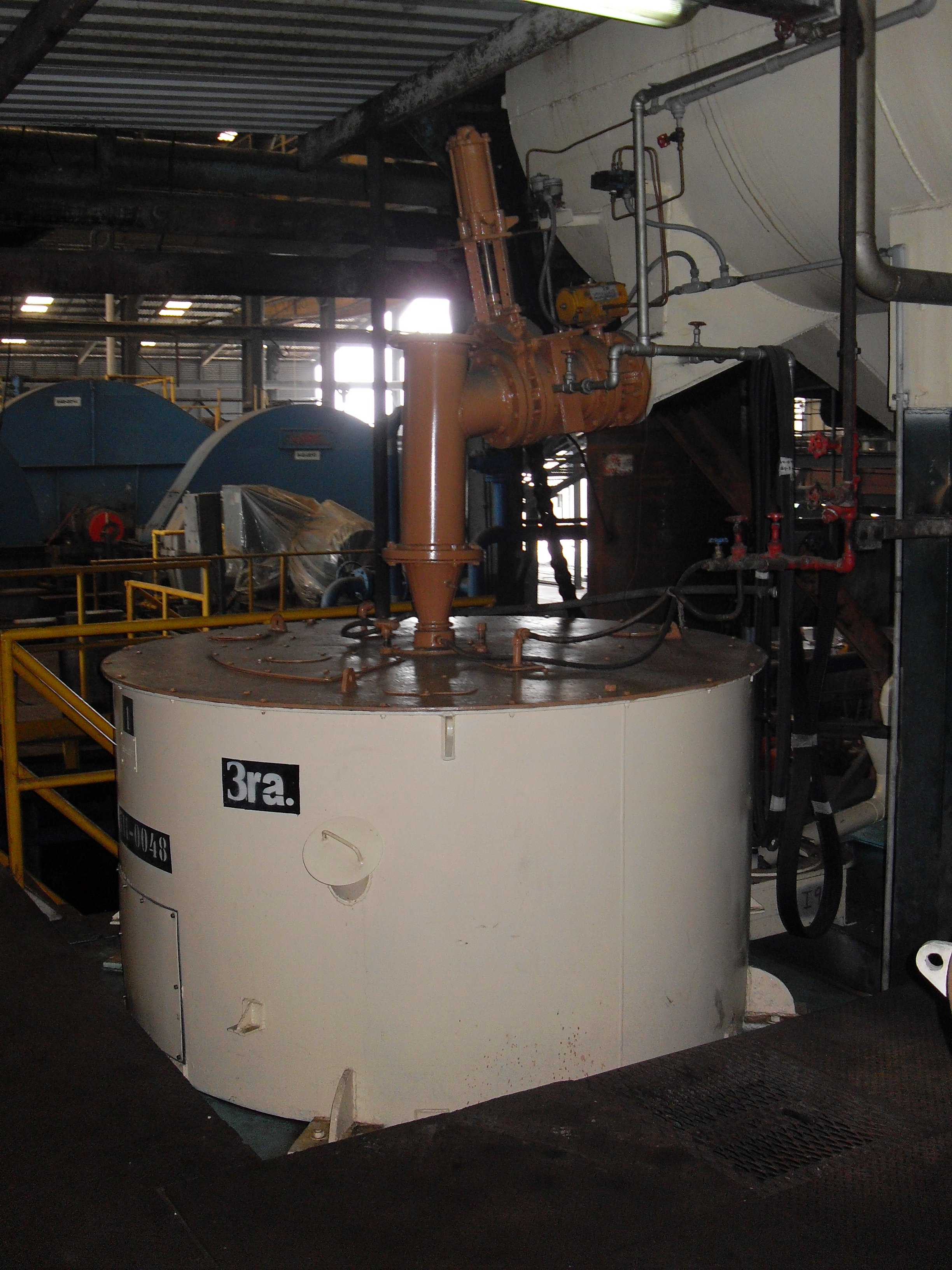
یک سانتریفیوژ شکر

سپس شهد زیر فشار خلأ دیگ‌های بخار تا رسیدن به نقطهٔ فوق‌اشباع تغلیظ می‌شود درنهایت بلورهای شکر جامد معلق در الکل به‌عنوان هسته‌های مرکزی وارد دیگ‌های خلأ شده که ساکارزهای ته‌نشین‌شده و تا زمان خارج‌شدن شروع به افزایش اندازه می‌کنند (معمولاً تا حدود یک میلی‌متر). تعدادی برنامهٔ جوشاندن وجود دارد که رایج‌ترین آنان جوشاندن در سه برنامه است. این روش در سه گام مایع شکر را می‌جوشاند که به مراحل B, A و C خوانده می‌شوند.
یک دسته سانتریفیوژ شکر، بلورهای شکر را از مادر آب جدا می‌کنند. این سانتریفیوژها ظرفیتی تا ۲۲۰۰ کیلوگرم در هر چرخه دارند. شکر به‌دست آمده از سانتریفیوژ، خشک و سرد شده سپس در یک سیلو یا مستقیماً در کیسه‌ها برای حمل ریخته می‌شود.
مایع مادری ناشی از مرحله اول تبلور (A)، دوباره در دیگ‌های خلأ متبلور شده سپس از سانتریفیوژهای بعدی می‌گذرند. سپس دوباره مایع مادری در دیگ‌های خلأ متبلور می‌شود. به دلیل خلوص کم تبخیر-تبلور تنها، که برای به‌دست‌آوری ملاس کافی نیست، مَس‌کوئیت (واژه فرانسوی مصطلح در انگلیسی برای اشاره به توده جرم جوشیده) از متبلورکننده‌های سرد تا رسیدن به دمای ۴۵ درجهٔ سانتی‌گراد گذر می‌کند. سپس مس‌کوئیت برای کاهش ویسکوزیته (گران‌روی)، مجدداً گرم شده سپس در سانتریفیوژهای مرحلهٔ C خالص می‌شود. خروجی سانتریفیوژهای C ملاس خوانده می‌شود.
شکر جدا شده از مراحل B و C آب‌شده، صاف می‌گردد و به شهد به‌دست‌آمده از مرحلهٔ تبخیر اضافه می‌گردد.

### پالایش‌های پایان‌دهی
برخی از کارخانه‌های نیشکر دارای پالایش پایان‌دهی می‌باشند. در پالایش پایان‌دهی، شکر قهوه‌ای تولیدشده در کارخانه، به شکر پالایش‌شده با خلوص بیشتر برای مصرف محلی، صادرات یا شرکت‌های نوشیدنی تبدیل می‌شود. ضایعات برای تولید گرما در کارخانه‌های نیشکر استفاده می‌شود.

### انرژی در کارخانه نیشکر
الیاف باقی‌مانده که باگاس نامیده می‌شوند، به‌عنوان سوخت در دیگ‌های بخار کارخانه سوخته می‌شوند. این دیگ‌ها بخار فشار بالا تولید کرده که برای تولید برق، از یک توربین گذر می‌کنند (تولید هم‌زمان). بخار خروجی از توربین به ایستگاه تبخیرگر چنداثری رفته و برای گرم‌کردن دیگ‌های خلأ در مرحلهٔ تبلور یا دیگر اهداف گرمایشی استفاده می‌شود.
باگاس یک کارخانهٔ نیشکر را از نظر انرژی خودکفا می‌کند اما مازاد باگاس جهت تولید کاغذ، تولید خوراک دام یا تولید برق جهت فروش استفاده می‌گردد.

## اتوماسیون
مانند بسیاری از صنایع دیگر، اتوماسیون در پالایشگاه‌ها و کارخانجات قند و شکر در دهه‌های گذشته رشد بسیاری داشته‌است. فرایند تولید به‌طور کلی توسط یک سامانه کنترل صنعتی مرکزی انجام می‌شود که به‌گونه مستقیم بسیاری از ماشین‌ها و اجزا را کنترل می‌کند. تنها ماشین‌های ویژه‌ای مانند سانتریفیوژها به‌دلایل امنیتی به‌صورت پی‌ال‌سی غیرمرکزی استفاده می‌شوند.